# Mary Wigman

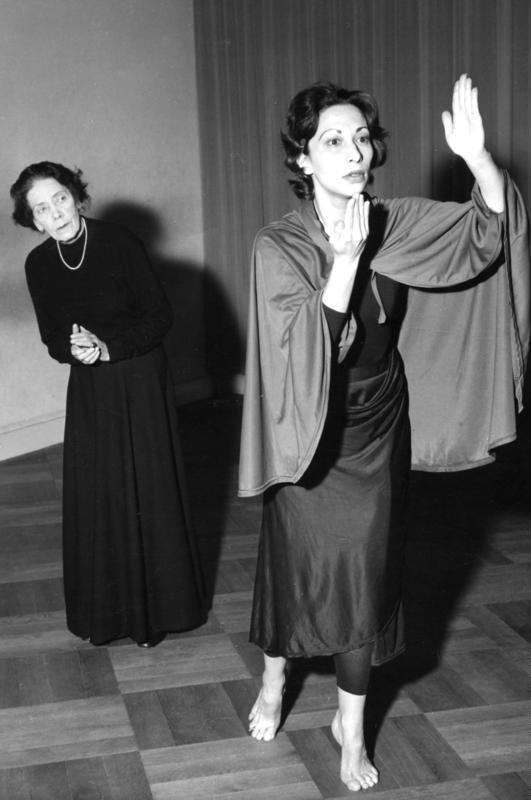
Mary Wigman, 1959 (po lewej)
z uczennicą Nahami Abbell

Mary Wigman (ur. 13 listopada 1886 w Hanowerze, zm. 19 września 1973 w Berlinie) (właściwie Karoline Sofie Marie Wiegmann) – niemiecka tancerka, choreografka, pedagog tańca. Wraz z Rudolfem Labanem i Kurtem Joossem stworzyła w latach dwudziestych XX wieku taniec wyrazisty (niem. Ausdruckstanz). Jako pseudonim sceniczny przybrała zanglicyzowane brzmienie swojego imienia i nazwiska.

## Życiorys
Młodość spędziła w Hanowerze, Anglii, Holandii i Szwajcarii. Studiowała gimnastykę rytmiczną 1910–1911 w Hellerau u Émile Jaques-Dalcroze. Za radą malarza Emila Noldego rozpoczęła 1913 studia w „Szkole Sztuki” Rudolfa Labana w szwajcarskim osiedlu artystów Monte Verità.
Podczas I wojny światowej pozostała w Lipsku jako asystentka Labana. 1917 wystąpiła w Zurychu z trzema własnymi programami tanecznymi.
Występy w Hamburgu i Dreźnie w 1919 przyniosły jej rozgłos. W 1920 otworzyła własną szkołę tańca w Dreźnie. 1921 rozpoczęła występy z własną grupą taneczną.
Prowadziła szkołę tańca w Berlinie. Katia Bakalinskaja, pod wrażeniem występów zespołu Wigman 14 lutego 1926 w Stadt-Theater na Targu Węglowym w Gdańsku, zaczęła naukę pod okiem mistrzyni. Z czasem stała się jedną z głównych tancerek w zespole Wigman.
W roku 1928 wystąpiła po raz pierwszy w Londynie, a w roku 1930 w USA. Tańczyła do skomponowanej dla niej muzyki, czasami tylko z towarzyszeniem gongów i bębnów, czasami bez towarzyszenia muzyki. W połowie maja 1935 gościła wraz ze swym zespołem w Łodzi.
Na początku lat trzydziestych XX wieku Mary Wigmann miała w Dreźnie 360 uczniów, w szkołach filialnych m.in. w Nowym Jorku dalszych 1500 uczniów. Do jej uczniów należeli m.in. Harald Kreutzberg, Gret Palucca, Yvonne Georgi, Hanna Berger, Pola Nireńska (żona Jana Karskiego, „kuriera z Warszawy”).
Utrzymywała relacje miłosne z niektórymi uczennicami, w niepublikowanym wierszu, mianem kochanki określiła Polę Nireńską.
W okresie nazistowskim działała dalej, w roku 1936 uczestniczyła w programie artystycznym letniej Olimpiady 1936 w Berlinie.
W 1942 była zmuszona do sprzedaży szkoły w Dreźnie. Prowadziła wykłady gościnne w Szkole Wyższej Muzyki i Teatru w Lipsku.
Po wojnie 1945 nadal uczyła w Lipsku. 1949 zamieszkała w Berlinie Zachodnim i założyła tam studio taneczne „Mary Wigmann Studio”.
Ze swoim zespołem występowała do roku 1961. W 1967 zakończyła działalność edukacyjną likwidując „Studio” i ograniczyła się do wygłaszania wykładów.

## Dzieła
- Die sieben Tänze des Lebens. Tanzdichtung. (Siedem tańców życia. Poemat taneczny) Diederichs, Jena 1921.
- Komposition. (Kompozycja) Seebote, Überlingen o.J. (1925).
- Deutsche Tanzkunst.(Niemiecka sztuka tańca) Reißner, Dresden 1935.
- Die Sprache des Tanzes. (Mowa tańca) Battenberg, Stuttgart 1963; wznowienie: Battenberg, München 1986, ISBN 3-87045-219-6.